# Академија уметности цртања у Фиренци
 Академија уметности цртања у Фиренци (итал. Accademia delle Arti del Disegno); је приватно уметничко удружење, академија,  са седиштем у Палати месарског еснафа у Фиренци. Наследница је прве уметничке академије основане у Европи и најстарија академија ликовних уметности на свету, основана 1563. године.

## Историја

### Прва академија
Зачеци Академије могу се наћи још 1339. године када је основано Друштво Св. Лука (итал. Compagnia di San Luca) као посебна група у оквиру Удружења апотекара и лекара Фиренце (итал. Arte dei Medici e Speziali Firenze), са циљем да фирентинским уметницима: „Помаже у питањима душе и тела, онима којима је то потребно“. Име је добило по Светом јеванђелисти Луки, коме се традиционално приписује да је први приказао Богородицу. У то време, према средњовековним статутима, сликари су још увек били уписани у еснаф лекара и апотекара , док су вајари и архитекте били међу члановима еснафа мајстора камена и дрвета. У чланству Друштва Св. Лука налазили су се значајни уметници тога времена између осталих и: Беноцо Гозоли (итал. Benozzo Gozzoli), Донатело (итал. Donatello), Лоренцо Гиберти (итал. Lorenzo Ghiberti), Леонардо да Винчи (итал. Leonardo da Vinci) и Микеланђело Буонароти (итал. Michelangelo di Lodovico Buonarroti Simoni). Међутим, шездесетих година 16. века Друштво Св. Лука, затворено у своја средњевековна еснафска правила и ограничења, било је већ застарело  па је Фратар и вајар, Ђовани Анђело Монторсоли (итал. Giovanni Angelo Montorsoli), захваљујући пријатељству са ренесансним, маниристичким сликаром, архитектом, писцем и човеком од поверења двора Медичи, Ђорђом Вазаријем (итал. Giorgio Vasari), као и са монахом, уметником и филологом, Винченцом Боргинијем (итал. Vincenzo Borghini), предложио оживљавање Друштва. Вазари и Боргини, су схватили потенцијал и неопходност овог предлога али је Ђорђо Вазари, свестан колико је уметников друштвени статус еволуирао током времена, дошао на идеју о формирању нове академије и удружења уметника, еманциповано од средњевековног занатског духа. Препознавање и признање изврсности уметника за њега је значило не само истицање племенитости њиховог опредељења и достојанства, којим су морали бити награђени у друштву, већ и омугућавање преношења изврсности кроз адекватну наставу. Зато су предложили Козиму де Медичију (итал. Cosimo I de' Medici), тада војводи од Фиренце (итал. Duca di Firenze), да ораганизује праксу уметничког усавршавања кроз удружење које би употпунило и модернизовало традиционалну радионицу, стварањем Академије и друштва за уметност цртања (итал. Accademia e Compagnia delle Arti del Disegno), чији је први статут проглашени 13. јануара 1563. године. Академија и друштво за уметност цртања се састојало из два дела: друштва, које је било нека врста еснафа за све учлањене уметнике и академије као управљачког тела (у којој су  биле еминентне личности и уметници са двора Медичи), са задатаком да штити и надгледа уметничку продукцију у Војводству Фиренце (итал. Ducato di Firenze). Улога и престиж ове институције, није била уско ограничена на политичко-економску територију Војводства Фиренце, већ је убрзо далеко превазишла њене границе. Први академик који је изабран са титулом оца и магистра уметности био је Микеланђело Буонароти, а убрзо након тога многи уметници из целе Италије затражили су да буду део удружења. Између осталих чланови су били и: Франческо да Сангало (итал. Francesco da Sangallo), Ањоло Бронцино (итал. Agnolo di Cosimo, Il Bronzino, Agnolo Bronzino), Бенвенуто Челини (итал. Benvenuto Cellini), Ђорђо Вазари (итал. Giorgio Vasari), Бартоломео Аманати (итал. Bartolomeo Ammannati), Ђамболоња (итал. Giovanni da Bologna, Giambologna), Тицијан (итал. Tiziano), Тинторето (итал. Tintoretto), Андреа Паладио (итал. Andrea Palladio) и други. Већина чланова Удружења били су мушкарци, али је изузетак била сликарка Артемизија Ђентилески (итал. Artemisia Gentileschi), која је била прва жена  примљена у Академију. Академија је као довољно зрела институција 1571. године добила универзитетски статус и тако институционализовала уметничку делатност и учинила је од јавног интереса. У тексту наредбе о промени статуса више се није појављивао термин Друштво, већ термин Универзитет, односно друштво са правним лицем. Са новим статусом и новим овлашћењима, Академија је 1602. године добила инструкцију да не дозволи извоз Микеланђелових и дела других великих аутора ван Фиренце, па је потом Академија и друштво за уметност цртања постало и надзорник културног наслеђа Великог војводства Тоскана (итал. Granducato di Toscana). Леополд II велики војвода Тоскане (итал. Granduca di Toscana), 1784. године реформисао је и спојио све школе цртања у Фиренци у једну институцију, Академију Фиренце (или Академију лепих уметности Фиренце) (итал. Accademia di Belle Arti di Firenze). Нова Академија је постала јавна академија ликовних уметности чија је основна намена била да се развије модерна настава и бесплатно уметничко образовање. Академија и друштво за уметност цртања је тако потиснута и трансформисана у унутрашње тело Академије лепих уметности и неку врсту удружења уметника, под називом Професорски колегијум Академије и друштва за уметност цртања. Међутим, културне, дебатне и промотивне прерогативе, као и оне везане за доделу награда и управљање културним наслеђем, поверене су Професорском колегијуму који је тако наставио да обавља већину функција претходне Академије и друштва за уметност цртања.

### Модерна академија
Реорганизацијом након уједињења Италије, Професорски колегијум Академије и друштва за уметност цртања поново је 1873. године, одвојен од Краљевске Академије лепих уметности Фиренце. Академија је подељена на два одвојена тела: наставну институцију, Академију лепих уметности и колегијум академика, који је назван Академија уметности цртања. Реформом уметничког образовања које је израдила фашистичка влада 1936. године, формирана је Академије лепих уметности Фиренце, увод у касније одвајање Академије уметности цртања. Захваљујући новом статуту: „У духу фашистичке државе“, који је одобрио тадашњи министар националног образовања Краљевине Италије Ђузепе Ботаи (итал. Giuseppe Bottai) 1937. године, Академија уметности цртања у Фиренци је постала потпуно независна од Академије Фиренце (Академије лепих уметности Фиренце) и истовремено је подељена на три класе (разреда), за: архитектуру, сликарство, вајарство и гравирање. Новим статутом министра народног образовања Републике Италије Антониа Сењиа (итал. Antonio Segni) из 1953. године, Академија је подељена на четири разреда: архитектуру, вајарство, сликарство и гравирање. Академија уметности цртања је до 1958. године била у саставу Министарства просвете, али је од те године добила статус приватног удружења. Од 1971. године Академија уметности цртања смештена је у Палати месарског еснафа (итал. Palazzo dell'Arte dei Beccai) из четрнаестог века. Тренутни статут објављен је декретом председника Републике Италије Родолфа Сивијера (итал. Rodolfo Siviero) 17. маја 1978. године, којим Академија има пет класа (разреда): сликарство, вајарство, архитектуру, историју уметности, хуманистичке и природне науке. Статут је измењен и допуњен решењима Научног одбора  од 11. јула 2011. и 13. децембра 2021. године, па тако чланом 3 Статута, Академија сада има и шесту класу, Музику и сценске уметности.

## Мисија, организација и чланство
Основна мисија ове историјске фирентинске институције је да одржава у животу и отелотворује архетип лепоте у сваком тренутку кроз изврсност у уметничким и научним областима, подстичући студије и догађаје који унапређују материјално и нематеријално културно наслеђе, као и промоцију, наставу и заштиту уметности, али и очување и чување непроцењивог наслеђа уметничких дела које је током векова чинило чувену Галерију Академије у Фиренци (итал. La Galleria dell'Accademia di Firenze) и кроз рад атељеа за обуку студената. У двадесет првом веку декларисани циљеви Академија уметности цртања (Фиренца) су: промоција и ширење уметности, заштита и очување културног наслеђа широм света, организација конференција, концерата, презентација књига, изложбе као и избор запажених уметнике из целог света у почасно чланство. Академија има свој статут и правилник. Управљачке и извршне органе Академије чине: председник, потпредседник, председник емеритус, генерални секретар, председнички савет и научни одбор. Тренутна председница, од 2015. године је Кристина Аћидини (итал. Cristina Acidini), док је председник емеритус Луиђи Зангери (итал. Luigi Zangheri). Током своје историје, Академија је имала више од 6.500 чланова. Статутом из 1978. године, дефинисана су четири типа чланства: емеритус, обичан, дописни и почасни. Академија додељује звање Почасни академик за заслуге у политичким, културним или научним областима. Међу Почасним академицима су били: Ђулио Андреоти (итал. Giulio Andreotti), Џаспер Џонс (енгл. Jasper Johns), Алберто Ронкеи (итал. Alberto Ronchey), нобеловка Рита Леви-Монталчини (итал. Rita Levi Montalcini), добитник Прицкерова награде за архитектуру (енгл. Pritzker Architecture Prize) Филип Џонсон (енгл. Philip Johnson), Јерн Уцон (дан. Jørn Utzon), Роберт Вентури (енгл. Robert Venturi) и Ренцо Пјано (итал. Renzo Piano). Значајни чланови Академија: Сандро Кија (итал. Sandro Chia), Ханс Ерни, Анселм Киефер, Арналдо Помодоро (итал. Arnaldo Pomodoro), Ђулијано Ванђи (итал. Giuliano Vangi), Дани Караван (енгл. Daniel Karavan), Масимо Кармаси (итал. Massimo Carmassi),  Паоло Портогези (итал. Paolo Portoghesi), Дејвид Вајтхаус (енгл. David Whitehouse), Салваторе Акардо (итал. Salvatore Accardo) и Карло Гинзбург (итал. Carlo Ginzburg).